# Lysithea (vệ tinh)
Lysithea (/laɪˈsɪθiə/ ly-SITH-ee-əly-SITH-ee-ə, /lɪˈsɪθiə/ li-SITH-ee-əli-SITH-ee-ə; tiếng Hy Lạp: Λυσιθέα) là một vệ tinh dị hình của Sao Mộc chuyển động cùng chiều với Sao Mộc. Nó được phát hiện ra bởi Seth Barnes Nicholson vào năm 1938 tại Đài quan sát núi Wilson và nó được đặt tên theo nàng Lysithea trong thần thoại, con gái của Oceanus và là một trong số những người tình của Zeus.
Lysithea đã không có tên như hiện tại cho đến năm 1975; trước đó, nó đơn giản được biết đến với cái tên là Jupiter X, và đã đôi khi nó được gọi là "Demeter" từ năm 1955 tới 1975.
Nó thuộc về nhóm Himalia, năm vệ tinh có quỹ đạo ở giữa khoảng 11 và 13 Gm từ Sao Mộc với độ nghiêng khoảng 28,3°. Số liệu về quỹ đạo của nó được lấy từ tháng 1 năm 2000. Những số liệu này liên tục thay đổi do tác động của sự nhiễu loạn mặt trời và hành tinh.